# メアリー・バーンズ (兵士)
メアリー・バーンズ (Mary Burns)、別名ジョン・バーンズ  (John Burns) は、南北戦争当時に、男性であると偽って参戦しようとしたアメリカ合衆国の女性。
彼女は、第7ミシガン義勇騎兵連隊に志願し、採用されたが、これは恋人がこの連隊におり、彼と別れたくなかったからだったという。彼女が女性であることが露見したのは、知人に気づかれた10日後で、彼女の所属する部隊がデトロイトを発つ前であった。彼女は軍服姿のまま逮捕され、市当局の拘置所に収監され、男性と偽ったことを罪に問われ、自宅へ戻された。
この一件の経緯は、デトロイトの『Advertiser and Tribune』紙が1863年2月25日付で報じており、それによると被告は「とても可愛い女性 (a very pretty woman) であったという。